# ヴィクトル・アンバルツミャン
ヴィクトル・アンバルツミャン（アルメニア語: Վիկտոր Համբարձումյան、ラテン文字表記の例：Viktor Amazaspovich Ambartsumian、ロシア語: Виктор Амазаспович Амбарцумян、1908年9月18日 - 1996年8月12日）は、アルメニア・ソビエト社会主義共和国の天文学者。理論天体物理学の創始者のひとり。

## 生涯
アンバルツミャンは1908年に現在のグルジアトビリシにてアルメニア人として生まれた。1924年にレニングラード教育大学物理数学科へ入学し、その後レニングラード大学へ移った。1926年には早くも太陽のジェットに関する論文を発表。卒業後はアリスタルフ・ベロポルスキの指導のもと、プルコヴォ天文台にて研究を続けた。
1930年に結婚。レニングラード大学に3年間在籍し、1934年には最初の天体物理学の教授となった。1939年から1941年までは大学の天文台で所長も務めた。
1939年にソ連科学アカデミーの外国人会員となり、1953年には正会員となった。
1940年にソ連共産党に参加。
その後副学長となり、大学の研究機関が戦争のためにタタールスタン共和国エラブガへ避難した際には、そこで4年間指揮を執りながら研究を行った。1943年のアルメニア科学アカデミー創設時には、ジョセフ・オルベーリが会長、アンバルツミャンが副会長に抜擢された。1947年に会長に選ばれて以降は1993年まで選ばれ続け、その後名誉会長となった。
1946年に設立されたビュラカン天文台の初代所長となり1988年まで務めた。
1961年から1964年まで国際天文学連合の会長を務めた。
1983年の彼の80歳の誕生日を祝って、ノーベル賞受賞者のスブラマニアン・チャンドラセカールは次のように書いている。
| 「 | The only other astronomer of this century who compares with Academician Ambartsumian in his consistency and devotion to astronomy is Professor Jan Oort; but they would appear to be dissimilar in every other way. It will be a worthy theme for a historian of science of the twenty-first century to compare and contrast these two great men of science. He is an astronomer. There can be no more than two or three astronomers in this century who can look back on a life so worthily devoted to the progress of astronomy. (Astrophysics, Vol 29, No.1, p 408, 1989). | 」 |

| 「 | 今世紀の天文学者で、天文学に対する堅実さと情熱においてアンバルツミャン氏と比べられる者がいるとすれば、ヤン・オールト教授くらいである。しかし彼らはその他のあらゆる点においては異なっていたようだ。この二人の科学の巨人を比較・対比することは、21世紀の科学史家にとって重要なテーマになるだろう。彼は天文学者である。今世紀これほど天文学の進歩のために人生を捧げた天文学者はそう多くない。 | 」 |

1996年8月にビュラカンで亡くなり、ビュラカン天文台のそばで火葬された。

## 業績
アルメニアで発行されている100ドラム紙幣に肖像が使用されている。

## 主な著書
- V. A. Ambartsumian, Theoretical Astrophysics. Translated from the Russian ("Teoreticheskaya astrofizika", Moscow, 1952) by J.B. Sykes, New York: Pergamon Press, 1958
- V.A. Ambartsumian, A Life in Astrophysics : Selected Papers of Viktor Ambartsumian, edited by Rouben V. Ambartsumian, New York: Allerton Press, 1998
- В. А. Амбарцумян.  Научные труды в трех томах. Изд.АН Арм ССР. 1960-1988
- В. А. Амбарцумян.  Эпизоды жизни. Изд.АН Арм ССР. 2000
- Die Sternassoziationen und die Entstehung der Sterne. Akademie-Verlag, Berlin, 1951.
- Philosophische Probleme der modernen Kosmologie. Deutscher Verlag der Wissenschaften, Berlin, 1965.
- Probleme der modernen Kosmogonie. Akademie-Verlag, Berlin, 1980.
- Struktur und Formen der Materie, dialektischer Materialismus und moderne Naturwissenschaft. Deutscher Verlag der Wissenschaften, Berlin, 1969.
- Theoretische Astrophysik. Deutscher Verlag der Wissenschaften, Berlin, 1957.

## 受賞歴
- 1956年 - ジュール・ジャンサン賞
- 1960年 - 王立天文学会ゴールドメダル、ブルース・メダル
- 1971年 - ロモノーソフ金メダル、ヘルムホルツ・メダル
- 1974年 - コテニウス・メダル